# Hoya laurifolia
Hoya laurifolia är en oleanderväxtart som beskrevs av Joseph Decaisne. Hoya laurifolia ingår i släktet Hoya och familjen oleanderväxter. Inga underarter finns listade i Catalogue of Life.